# Перо Антич
Перо Антич (на македонска литературна норма: Перо Антиќ) е северномакедонски баскетболист. Той е единственият представител на своята страна, играл в НБА, като защитава цветовете на Атланта Хоукс в продължение на два сезона. Трикратен победител в Евролигата с отборите на Олимпиакос и Фенербахче. В България е играл за Лукойл Академик, като притежава и български паспорт.
От 2019 г. е президент на баскетболната федерация на Северна Македония.

## Клубна кариера
Започва кариерата си в тима на Работнички. През 2001 г. преминава в АЕК, където играе в продължение на 4 сезона. По това време отборът играе редовно в Евролигата, а през 2002 г. печели и титлата в гръцката Суперлига. През 2004 г. участва в драфта на НБА, но не е избран от нито един отбор. През 2005 г. става играч на Цървена звезда – отборът, на който е фен от дете. Играе два сезона за „звездашите“, като през 2006 г. печели Купата на Сърбия и Черна гора.
През 2007 г. става част от Лукойл Академик, след като е убеден от тогавашния наставник Желко Лукаич, че отборът ще се гради около Антич. Със средно 23.3 точки и 9.6 борби средно на мач Антич е избран за най-полезен играч в първенството и печели титлата и купата на България. В турнира за Купата на УЛЕБ Лукойл достига 1/8-финалите.
След много силен сезон в Лукойл подписва с руския Локомотив-Кубан. Контузии обаче му пречат да се наложи. Само след една година се завръща в Лукойл Академик и отново става шампион на България. По това време е и най-скъпоплатеният спортист в страната.
През сезон 2010/11 е част от Спартак (Санкт Петербург). Извежда отбора до триумф в Купата на Русия, като това е единственият трофей на Спартак след разпада на СССР. Същата година „червено-белите“ достигат до полуфиналите в турнира Еврочалъндж. Антич е забелязан от гръцкия гранд Олимпиакос и подписва за 2 години с тима от Пирея. Печели два пъти Евролигата и веднъж титлата на Гърция, като и в двата си сезона е един от основните играчи в ротацията.
На 25 юли 2013 г. подписва с Атланта Хоукс в НБА. Перо е резерва на Ал Хорфорд на позицията на центъра, но все пак започва като титуляр в 26 от 50-те изиграни мача в редовния сезон. Сред силните му представяния са 16 точки и 7 борби срещу Голдън Стейт Уориърс и 18 точки срещу Индиана Пейсърс. Избран е и за участие в Звездния уикенд в НБА като част от Мача на новобранците, подгряващ Мача на звездите. Поради контузия обаче Антич пропуска срещата. Хоукс се класира за плейофите, като Антич е титуляр в серията срещу Индиана Пейсърс. Индиана продължава напред след 4:3 победи. Антич завършва сезона със средно 7 точки и 4.2 борби на мач.
През сезон 2014/15 отново получава почти същото количество игрови минути, но по-рядко попада в стартовия състав. Атланта достига до финала на Източната конференция, където губи от Кливланд Кавалиърс. След като договорът му с Атланта изтича, Антич решава да се завърне в Европа и подписва с Фенербахче.
В първия си сезон в състава на „фенерите“ Перо записва най-силните си показалите за сезон в Евролигата – 8 точки и 4.3 борби средно на мач при средно 21.1 минути на игрището. Турският гранд достига финала на състезанието, където губи драматично от ЦСКА Москва след продължения. На местно ниво обаче Фенербахче е над всички, като печели титлата и Купата на Турция, а освен това триумфира в турнира за Купата на президента. През 2017 г. Перо Антич отново става шампион на Турция и печели Евролигата за трети път в кариерата си. Избран е от феновете в отбора на десетилетието (2010 – 2020) на Фенербахче.
През 2017 г. подписва с Цървена звезда за 1 година и приключва кариерата си след края на контракта.

## Национален отбор
Играе за националния отбор на Македония от 2001 до 2013 г. Участва на три европейски първенства. През 2009 и 2013 г. отборът отпада още в груповата фаза, но през 2001 г. Антич е лидер на селекцията при записването на най-големия успех за Македония на Евробаскет – 4-то място.

## Успехи

### Клубни
- Евролига – 2012, 2013, 2017
- Гръцка Баскет лига – 2002, 2012
- Турска Суперлига – 2016, 2017
- Купа на Турция – 2016
- Купа на президента на Турция – 2016
- Сръбска баскетболна лига – 2018
- Купа на Сърбия и Черна гора – 2006
- Национална баскетболна лига на България – 2008, 2010
- Купа на България – 2008
- Купа на Русия – 2011

### Индивидуални
- MVP на Национална баскетболна лига – 2008
- MVP на Купата на Русия – 2011